# Lionel Greenstreet
Lionel Greenstreet (New Barnet, 20 marzo 1889 – West Sussex, 13 gennaio 1979) è stato un esploratore, marinaio e militare britannico.

## Biografia
Seguendo le orme del padre, verso i 15 anni si imbarca come cadetto sulla Worcester. Nel 1914 viene scelto da Ernest Shackleton come primo ufficiale della nave Endurance per l'omonima spedizione. Dopo il naufragio della nave rimane con i compagni sull'isola dell'Elefante, dove attende il ritorno di Shackleton con i soccorsi. Partecipa a bordo di unità della alla Royal Navy alla prima ed alla seconda guerra mondiale. Membro della spedizione Endurance che ha vissuto più a lungo, muore a Goring by Sea (West Sussex) il 13 gennaio 1979.